# Lijst van rijksmonumenten in Zuurdijk
De plaats Zuurdijk telt 19 inschrijvingen in het rijksmonumentenregister. Hieronder een overzicht. 
| Object                                                                       | Oorspronkelijke functie?  | Bouwjaar                                                    | Architect             | Locatie          | Coördinaten?                  | Nr.?   | Afbeelding                                                                   |
| ---------------------------------------------------------------------------- | ------------------------- | ----------------------------------------------------------- | --------------------- | ---------------- | ----------------------------- | ------ | ---------------------------------------------------------------------------- |
| Stoepemaheerdt                                                               | Boerderij                 | 1861                                                        |                       | Hoofdweg 4       | 53° 19' 29" NB, 6° 24' 4" OL  | 24026  | Meer afbeeldingen                                                            |
| Hervormde kerk en toren                                                      | Kerk en kerkonderdeel     | 13e eeuw 1797 (verb. toren) 1849 (verb.) 1832 (verb. toren) |                       | Hoofdweg 43      | 53° 20' 16" NB, 6° 22' 39" OL | 24027  | Meer afbeeldingen                                                            |
| De Zwaluw                                                                    | Koren- en pelmolen        | 1858 1976-'78 (herb./rest.) 2010 (rest.)                    | Doornbosch (1976-'78) | Moeshorn 2a      | 53° 20' 13" NB, 6° 22' 38" OL | 24028  | Meer afbeeldingen                                                            |
| Hayemaheerd                                                                  | Boerderij                 | 1929                                                        | W. Reitsema           | Ewer 17          | 53° 20' 10" NB, 6° 21' 34" OL | 509451 | Meer afbeeldingen                                                            |
| Kop-rompboerderij (Electraboerderijtje) in regionale Amsterdamse Schoolstijl | Boerderij                 | 1929                                                        | W. Reitsema           | Electraweg 24    | 53° 18' 59" NB, 6° 21' 15" OL | 509452 | Kop-rompboerderij (Electraboerderijtje) in regionale Amsterdamse Schoolstijl |
| Kooienburg, voetgangersbrug                                                  | Brug                      | 1923                                                        |                       | bij Vlakkeriet 4 | 53° 20' 33" NB, 6° 21' 28" OL | 509454 | Kooienburg, voetgangersbrug                                                  |
| Kooienburg                                                                   | Boerderij                 | 1923                                                        | W. Reitsema           | Vlakkeriet 4     | 53° 20' 33" NB, 6° 21' 28" OL | 509455 | Kooienburg                                                                   |
| Pollux                                                                       | Boerderij                 | 1818 ca. 1890 (verb. voorhuis) 2024 (rest.)                 |                       | Hoofdweg 20      | 53° 19' 42" NB, 6° 23' 2" OL  | 509460 | Meer afbeeldingen                                                            |
| Pollux, bijschuur                                                            | Boerderij                 | 1875-1900                                                   |                       | bij Hoofdweg 20  | 53° 19' 42" NB, 6° 23' 2" OL  | 509461 | Upload foto                                                                  |
| Pollux, koetshuis                                                            | Bijgebouwen kastelen enz. | ca. 1900                                                    |                       | bij Hoofdweg 20  | 53° 19' 42" NB, 6° 23' 2" OL  | 509462 | Upload foto                                                                  |
| Pollux, erfinrichting                                                        | Boerderij                 | oorspr. verm. 1765 verm. 1850-1900 (huidige vorm)           |                       | bij Hoofdweg 20  | 53° 19' 42" NB, 6° 23' 2" OL  | 509463 | Upload foto                                                                  |
| Pollux, hekpijlers                                                           | Erfscheiding              | verm. 1850-1900                                             |                       | bij Hoofdweg 20  | 53° 19' 42" NB, 6° 23' 2" OL  | 509464 | Upload foto                                                                  |
| Arbeiderswoning met aankapping en aangebouwd schuurtje                       | Woonhuis                  | ca. 1865 ca. 1924 (aankapping, verb.) 1960 (verb.)          |                       | Ewer 13          | 53° 20' 9" NB, 6° 21' 42" OL  | 509466 | Arbeiderswoning met aankapping en aangebouwd schuurtje                       |
| Arbeiderswoning met aankapping                                               | Woonhuis                  | ca. 1865 1981 (verb.)                                       |                       | Ewer 15          | 53° 20' 9" NB, 6° 21' 41" OL  | 509467 | Arbeiderswoning met aankapping                                               |
| Arbeiderswoning met aangebouwd schuurtje                                     | Woonhuis                  | ca. 1865 ca. 1924 (schuurtje, verb.)                        |                       | Ewer 11          | 53° 20' 8" NB, 6° 21' 43" OL  | 509468 | Arbeiderswoning met aangebouwd schuurtje                                     |
| Arbeiderswoning met aanbouw aan achterzijde                                  | Woonhuis                  | ca. 1885 ca. 1930 (aanbouw)                                 |                       | Ewer 9           | 53° 20' 9" NB, 6° 21' 44" OL  | 509469 | Upload foto                                                                  |
| Arbeiderswoning met platte aanbouw                                           | Woonhuis                  | ca. 1870 1967 (verb.)                                       |                       | Ewer 7           | 53° 20' 9" NB, 6° 21' 44" OL  | 509470 | Arbeiderswoning met platte aanbouw                                           |
| Schutsluis bij De Waterwolf, ophaalbrug                                      | Brug                      | 1918-1920                                                   |                       | bij Ewer 15      | 53° 18' 53" NB, 6° 21' 19" OL | 509475 | Schutsluis 2 Schutsluis bij De Waterwolf, ophaalbrug                         |
| Schutsluis bij De Waterwolf                                                  | Waterkering en -doorlaat  | 1918-1920 1960 en 1979 (renov. sluisdeuren)                 |                       | bij Ewer 15      | 53° 18' 53" NB, 6° 21' 23" OL | 509476 | Schutsluis 1 Schutsluis bij De Waterwolf                                     |